# 日本鉱物科学会
一般社団法人日本鉱物科学会（にほんこうぶつかがくかい、英語: Japan Association of Mineralogical Sciences、略称：JAMS）は、日本の地球科学系学会。日本鉱物学会と日本岩石鉱物鉱床学会の統合により、2007年に設立された。

## 沿革

### 日本鉱物学会
- 1952年: 日本地質学会の部会として設立。
- 1952年: 和文科学学術雑誌『鉱物学雑誌』創刊。
- 1953年: 英文誌 Mineralogical Journal 創刊。
- 1955年: 日本地質学会より独立。

### 日本岩石鉱物鉱床学会
- 1928年: 日本岩石鉱物鉱床学会設立。
- 1929年: 会誌『岩鉱』創刊。

### 日本鉱物科学会
- 2000年: 日本鉱物学会と日本岩石鉱物鉱床学会の共同で『岩石鉱物科学』と Journal of Mineralogical and Petrological Sciences を発刊。
- 2007年: 日本鉱物学会と日本岩石鉱物鉱床学会の統合により設立。
- 2016年: 総会で日本の石（国石）を選定[1][2]。

## 出版物
- 和文誌『岩石鉱物科学』
日本鉱物学会の『鉱物学雑誌』と日本岩石鉱物鉱床学会の『岩鉱』の和文論文を継承して2000年より発刊。巻号は『鉱物学雑誌』を継承（29巻2号 - ）。
- 英文誌 Journal of Mineralogical and Petrological Sciences
日本鉱物学会の Mineralogical Journal と日本岩石鉱物鉱床学会の『岩鉱』の英文論文を継承して2000年より発刊。巻号は『岩鉱』を継承（Vol. 95, No. 4 - ）。

## 表彰

### 日本鉱物科学会賞
| 西暦   | 回数   | 受賞者   |
| ------ | ------ | -------- |
| 2007年 | 第1回  | 有馬眞   |
| 2007年 | 第2回  | 平井寿子 |
| 2008年 | 第3回  | 荒井章司 |
| 2008年 | 第4回  | 鍵裕之   |
| 2009年 | 第5回  | 井上徹   |
| 2010年 | 第6回  | 板谷徹丸 |
| 2010年 | 第7回  | 杉山和正 |
| 2011年 | 第8回  | 吉朝朗   |
| 2012年 | 第9回  | 永原裕子 |
| 2013年 | 第10回 | 宮脇律郎 |
| 2014年 | 第11回 | 木村眞   |
| 2014年 | 第12回 | 土屋卓久 |
| 2015年 | 第13回 | 小畑正明 |
| 2016年 | 第14回 | 桂智男   |
| 2016年 | 第15回 | 西山忠男 |
| 2017年 | 第16回 | 大藤弘明 |
| 2017年 | 第17回 | 川本竜彦 |
| 2018年 | 第18回 | 海野進   |
| 2018年 | 第19回 | 糀谷浩   |
| 2018年 | 第20回 | 野口高明 |
| 2018年 | 第21回 | 山崎大輔 |
| 2019年 | 第22回 | 奥地拓生 |
| 2019年 | 第23回 | 小松一生 |

### 渡邉萬次郎賞
| 西暦   | 回数   | 受賞者     |
| ------ | ------ | ---------- |
| 1998年 | 第14回 | 青木謙一郎 |
| 1999年 | 第15回 | 坂野昇平   |
| 2000年 | 第16回 | 橋本光男   |
| 2001年 | 第17回 | 諏訪兼位   |
| 2002年 | 第18回 | 石原舜三   |
| 2003年 | 第19回 | 久城育夫   |
| 2004年 | 第20回 | 飯山敏道   |
| 2005年 | 第21回 | 岩﨑正夫   |
| 2006年 | 第22回 | 加藤昭     |
| 2006年 | 第23回 | 柴田賢     |
| 2007年 | 第24回 | 森本信男   |
| 2008年 | 第25回 | 湊秀雄     |
| 2009年 | 第26回 | 武田弘     |
| 2010年 | 第27回 | 丸茂文幸   |
| 2011年 | 第28回 | 床次正安   |
| 2012年 | 第29回 | 松本崧生   |

### 日本鉱物科学会論文賞
| 西暦   | 回数  | 受賞者                                           |
| ------ | ----- | ------------------------------------------------ |
| 2007年 | 第3回 | 星出隆志、小畑正明                               |
| 2007年 | 第4回 | 富岡尚敬                                         |
| 2008年 | 第5回 | 濱根大、瀬戸雄介、永井隆哉、藤野清志             |
| 2008年 | 第6回 | 小田島庸浩、森下知晃、小澤一仁、永原裕子、土山明 |
| 2009年 | 第7回 | 猿渡和子、赤井純治、暮敏博                       |
| 2009年 | 第8回 | 堤之恭、宮下敦                                   |

### 日本鉱物科学会研究奨励賞
| 西暦   | 回数   | 受賞者   |
| ------ | ------ | -------- |
| 2007年 | 第1回  | 寺崎英紀 |
| 2007年 | 第2回  | 市山祐司 |
| 2008年 | 第3回  | 片山郁夫 |
| 2008年 | 第4回  | 福士圭介 |
| 2009年 | 第5回  | 笠間丈史 |
| 2009年 | 第6回  | 鈴木庸平 |
| 2010年 | 第7回  | 大藤弘明 |
| 2010年 | 第8回  | 石丸聡子 |
| 2011年 | 第9回  | 浜根大輔 |
| 2011年 | 第10回 | 小松一生 |
| 2012年 | 第11回 | 宮原正明 |
| 2012年 | 第12回 | 岡本敦   |
| 2013年 | 第13回 | 佐久間博 |
| 2013年 | 第14回 | 齊藤哲   |
| 2013年 | 第15回 | 横山正   |
| 2014年 | 第16回 | 奥村聡   |
| 2014年 | 第17回 | 瀬戸雄介 |
| 2014年 | 第18回 | 中野伸彦 |
| 2015年 | 第19回 | 坂巻竜也 |
| 2015年 | 第20回 | 門馬綱一 |
| 2016年 | 第21回 | 境毅     |
| 2016年 | 第22回 | 越後拓哉 |
| 2017年 | 第23回 | 鹿山雅裕 |
| 2017年 | 第24回 | 新名良介 |
| 2018年 | 第25回 | 吉村俊平 |
| 2018年 | 第26回 | 篠崎彩子 |
| 2019年 | 第27回 | 吉田健太 |
| 2019年 | 第28回 | 杉浦悠紀 |

### 日本鉱物科学会応用鉱物科学賞
| 西暦   | 回数  | 受賞者   |
| ------ | ----- | -------- |
| 2007年 | 第1回 | 鈴木正哉 |
| 2008年 | 第2回 | 蛯名武雄 |
| 2009年 | 第3回 | 北脇裕士 |